# DVO (korfbalvereniging)
De Christelijke korfbalvereniging DVO is een Nederlandse korfbalvereniging uit de Gelderse plaats Bennekom.

## Geschiedenis
DVO/Transus is opgericht in 1946. De naam van de club staat voor Door Vriendschap Omhoog.
Sinds juni 2015 heeft de club een naamsponsor. Van 2015 t/m 2022 was dit de financiële dienstverlener Accountor Nederland en werd de clubnaam veranderd in DVO/Accountor. Vanaf 1 januari 2023 is de nieuwe naamsponsor Transus en voert de club de naam DVO/Transus.
De club bestaat uit ongeveer 45 teams. Voor iedere leeftijdscategorie zijn er één of meerdere teams. De club is qua ledenaantal de op een na grootste korfbalvereniging van Nederland. DVO/Transus speelt in een groen shirt met sponsoropdruk en een witte broek/rok.

## Prestaties
In 2010 promoveerde de club in de zaalcompetitie naar de Korfbal League; de hoogste Nederlandse zaalkorfbalcompetitie. Sinds het seizoen 2010-2011 speelt de club onafgebroken in deze competitie. In 2012 promoveerde de club in de veldcompetitie naar de Ereklasse; de hoogste Nederlandse veldkorfbalcompetitie.
Vanaf seizoen 2021-2022 behoort DVO tot de Nederlandse top van het korfbal. 
Zo stond DVO in 2023 en 2024 in de Nederlandse zaalfinale (beiden verloren) en in 2022 en 2024 in de Nederlandse veldfinale. In 2024 won DVO de eerste Nederlandse titel, namelijk de veldtitel van seizoen 2023-2024.

## Erelijst
- Nederlands kampioen veldkorfbal, 1x (2024)

## Coaching
Zie hier een historisch overzicht van de personen die de DVO-hoofdmacht hebben gecoacht.
| Periode    | Coaches                           | Prestaties           |
| ---------- | --------------------------------- | -------------------- |
| 2018-heden | Richard van Vloten & Marc Verberk | kampioen veld (2024) |
| 2017-2018  | Ben Crum                          |                      |
| 2014-2017  | Gerald Aukes & Michiel Gerritsen  |                      |
| 2009-2014  | Jacko Vermeer                     |                      |
| 2007-2009  | Daniël Beekmans                   |                      |
| 2004-2009  | Jan Nelen                         |                      |
| 2002-2004  | Ben Crum                          |                      |
| 2000-2002  | Kees Rodenburg                    |                      |
| 1998-2000  | Jacko Vermeer                     |                      |
| ?-1998     | Jan Kooiman                       |                      |
| 1993-1994  | Jacques Kop-Jansen                |                      |
| 1992-1993  | Erik Wolsink                      |                      |
| 1986-1992  | Jan Sjouke van den Bos            |                      |